# Gran Premio de Europa de Motociclismo
El Gran Premio de Europa de Motociclismo es un evento deportivo correspondiente al campeonato del mundo de motociclismo que se disputó consecutivamente entre 1991 y 1995. La temporada 1991 se disputó en el circuito del Jarama, mientras que entre 1992 y 1995 se disputó en Montmeló. A partir de la temporada 1996, se sustituyó por el Gran Premio de Cataluña.
Debido a la pandemia del coronavirus, vuelve a hacer su aparición en la temporada 2020, disputándose esta vez en el circuito Ricardo Tormo.
Entre 1924 y 1948, dentro de la instauración del Campeonato del Mundo, el Gran Premio de Europa no era una carrera en sí misma, sino un mero título honorífico. También hubo alguna carrera internacional llamada Gran Premio de Europa, una de les cuales celebrada en el Circuit de l'Ametlla del Vallès en 1929 (la primera carrera llamada así fue el Gran Premio de les Naciones de 1924, celebrado en el Circuito de Monza). Hasta 1937, los ganadores de esta carrera recibían el título de campeón de Europa de motociclismo. En 1938, este campeonato se decidió mediante una serie de carreras y la designación de Gran Premio de Europa ya no se volvió a utilizar hasta 1947, aunque ya sin otorgar el título europeo.

## Ganadores del Gran Premio de Europa
| Año         | Circuito      | Moto3           | Moto3        | Moto2           | Moto2        | MotoGP        | MotoGP       |
| Año         | Circuito      | Piloto          | Motocicleta  | Piloto          | Motocicleta  | Piloto        | Motocicleta  |
| ----------- | ------------- | --------------- | ------------ | --------------- | ------------ | ------------- | ------------ |
| 2020        | Ricardo Tormo | Raúl Fernández  | KTM          | Marco Bezzecchi | Kalex        | Joan Mir      | Suzuki       |
| 1996 - 2019 | No disputado  | No disputado    | No disputado | No disputado    | No disputado | No disputado  | No disputado |
| Año         | Circuito      | 125 cc          | 125 cc       | 250 cc          | 250 cc       | 500 cc        | 500 cc       |
| Año         | Circuito      | Piloto          | Motocicleta  | Piloto          | Motocicleta  | Piloto        | Motocicleta  |
| 1995        | Montmeló      | Haruchika Aoki  | Honda        | Max Biaggi      | Aprilia      | Álex Crivillé | Honda        |
| 1994        | Montmeló      | Dirk Raudies    | Honda        | Max Biaggi      | Aprilia      | Luca Cadalora | Yamaha       |
| 1993        | Montmeló      | Noboru Ueda     | Honda        | Max Biaggi      | Honda        | Wayne Rainey  | Yamaha       |
| 1992        | Montmeló      | Ezio Gianola    | Honda        | Luca Cadalora   | Honda        | Wayne Rainey  | Yamaha       |
| 1991        | Jarama        | Loris Capirossi | Honda        | Luca Cadalora   | Honda        | Wayne Rainey  | Yamaha       |

### Como designación honoraria

#### Por años
| Año         | Gran Premio                     | Circuito          | 125 cc       | 175 cc           | 250 cc                                                                                        | 350 cc          | 500 cc             | 750 cc         | 1000 cc          |
| ----------- | ------------------------------- | ----------------- | ------------ | ---------------- | --------------------------------------------------------------------------------------------- | --------------- | ------------------ | -------------- | ---------------- |
| 1948        | Gran Premio del Úlster          | Clady             |              |                  | Maurice Cann                                                                                  | Freddie Frith   | Enrico Lorenzetti  |                |                  |
| 1947        | Gran Premio de Suiza            | Bremgarten        |              |                  | Bruno Francisci                                                                               | Fergus Anderson | Omobono Tenni      |                |                  |
| 1946 - 1938 | No disputado                    | No disputado      | No disputado | No disputado     | No disputado                                                                                  | No disputado    | No disputado       | No disputado   | No disputado     |
| 1937        | Gran Premio de Suiza            | Bremgarten        |              |                  | Omobono Tenni                                                                                 | Jimmie Guthrie  | Jimmie Guthrie     |                |                  |
| 1936        | Gran Premio de Alemania         | Sachsenring       |              |                  | Henry Tyrell-Smith                                                                            | Freddie Frith   | Jimmie Guthrie     |                |                  |
| 1935        | Gran Premio del Úlster          | Clady             |              |                  | [[Archivo:{{{bandera alias-empire}}}\|20x20px\|border\|Bandera de Alemania]] Arthur Geiß      | Wal Handley     | Jimmie Guthrie     |                |                  |
| 1934        | Gran Premio de los Países Bajos | Assen             |              | Yvan Goor        | [[Archivo:{{{bandera alias-empire}}}\|20x20px\|border\|Bandera de Alemania]] Walfried Winkler | Jimmie Simpson  | Pol Demeuter       |                |                  |
| 1933        | Gran Premio de Suecia           | Saxtorp           |              |                  | Charlie Dodson                                                                                | Jimmie Simpson  | Gunnar Kalén       |                |                  |
| 1932        | Gran Premio de Italia           | Littorio          |              | Carlo Baschieri  | Riccardo Brusi                                                                                | Louis Jeannin   | Piero Taruffi      |                |                  |
| 1931        | Gran Premio de Francia          | Littorio          | Montlhéry    |                  | Eric Fernihough                                                                               | Graham Walker   | Ernie Nott         | Tim Hunt       |                  |
| 1930        | Gran Premio de Bélgica          | Spa-Francorchamps |              | Yvan Goor        | Syd Crabtree                                                                                  | Ernie Nott      | Henry Tyrell-Smith |                |                  |
| 1929        | Gran Premio de España           | Granollers        |              | Josef Klein      | Frank Longman                                                                                 | Leo Davenport   | Tim Hunt           |                |                  |
| 1928        | Gran Premio de Suiza            | Meyrin            | Paul Lehmann | Alfredo Panella  | Cecil Ashby                                                                                   | Wal Handley     | Wal Handley        |                |                  |
| 1927        | Gran Premio de Alemania         | Nürburgring       |              | Willy Henkelmann | Cecil Ashby                                                                                   | Jimmie Simpson  | Graham Walker      | Josef Steltzer | Josef Giggenbach |
| 1926        | Gran Premio de Bélgica          | Spa-Francorchamps |              | René Milhoux     | Jock Porter                                                                                   | Frank Longman   | Jimmie Simpson     |                |                  |
| 1925        | Gran Premio de Italia           | Monza             |              | Mario Vaga       | Jock Porter                                                                                   | Tazio Nuvolari  | Mario Revelli      |                |                  |
| 1924        | Gran Premio de Italia           | Monza             |              |                  | Maurice van Geert                                                                             | Jimmie Simpson  | Guido Mentasti     |                |                  |